# 보데 박물관

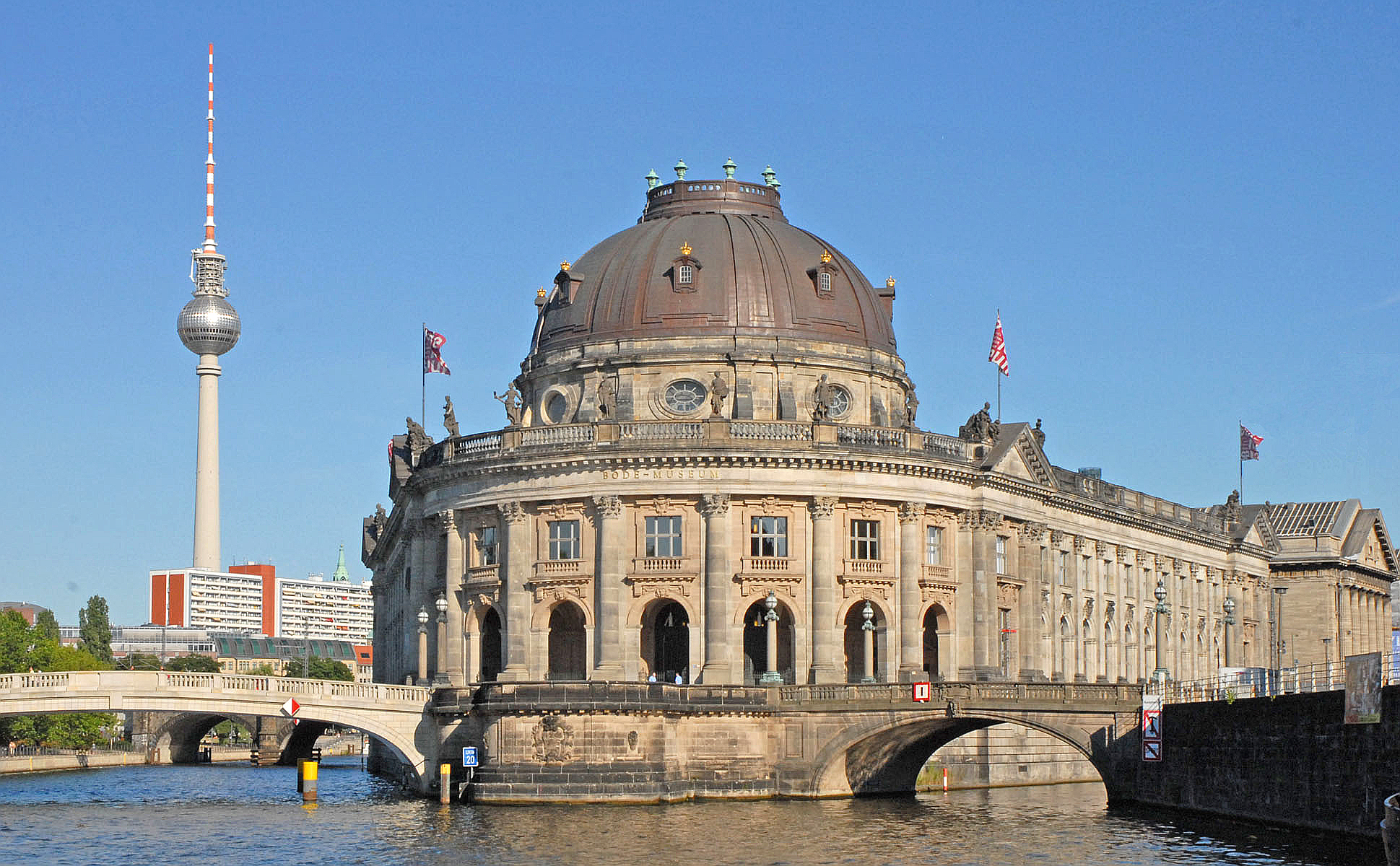
보데 박물관

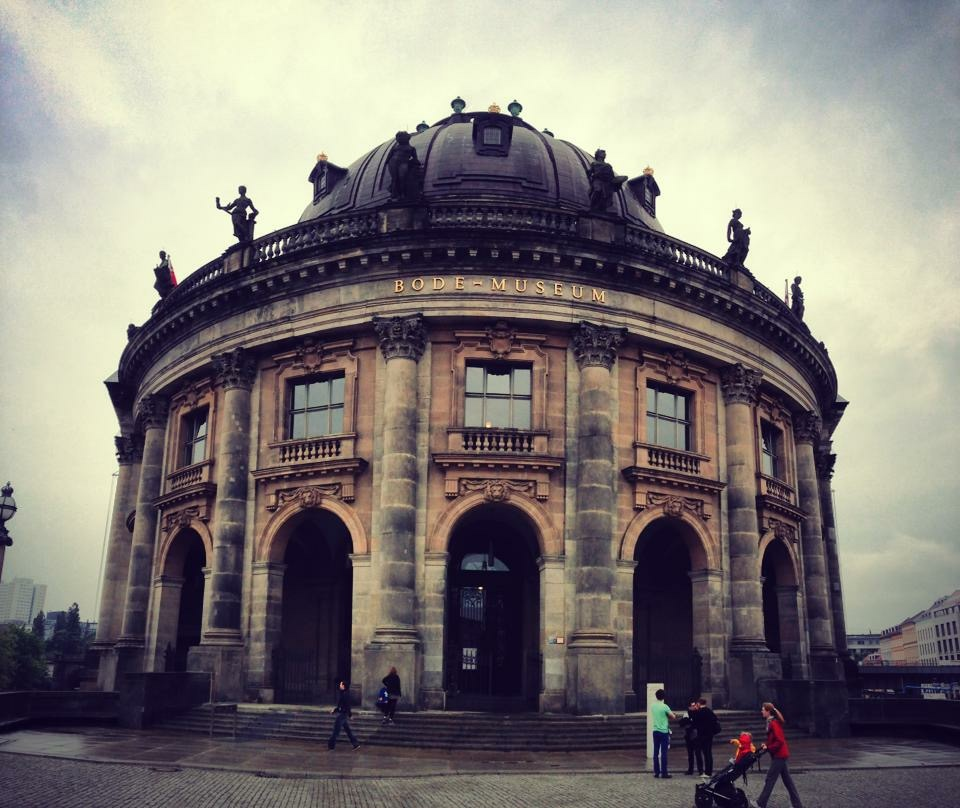
bode museum

보데 박물관(독일어: Bode Museum)은 독일 베를린에 있는 박물관이다. 건축가 Ernst von Ihne에 의해 설계되었고 1904년 완공되었다. 1997년 이후 보수를 위해 폐쇄되었다가 156,000,000 유로의 쇄신 이후 2006년 10월 다시 열렸다.

보데 박물관 - Bode-Museum Berlin
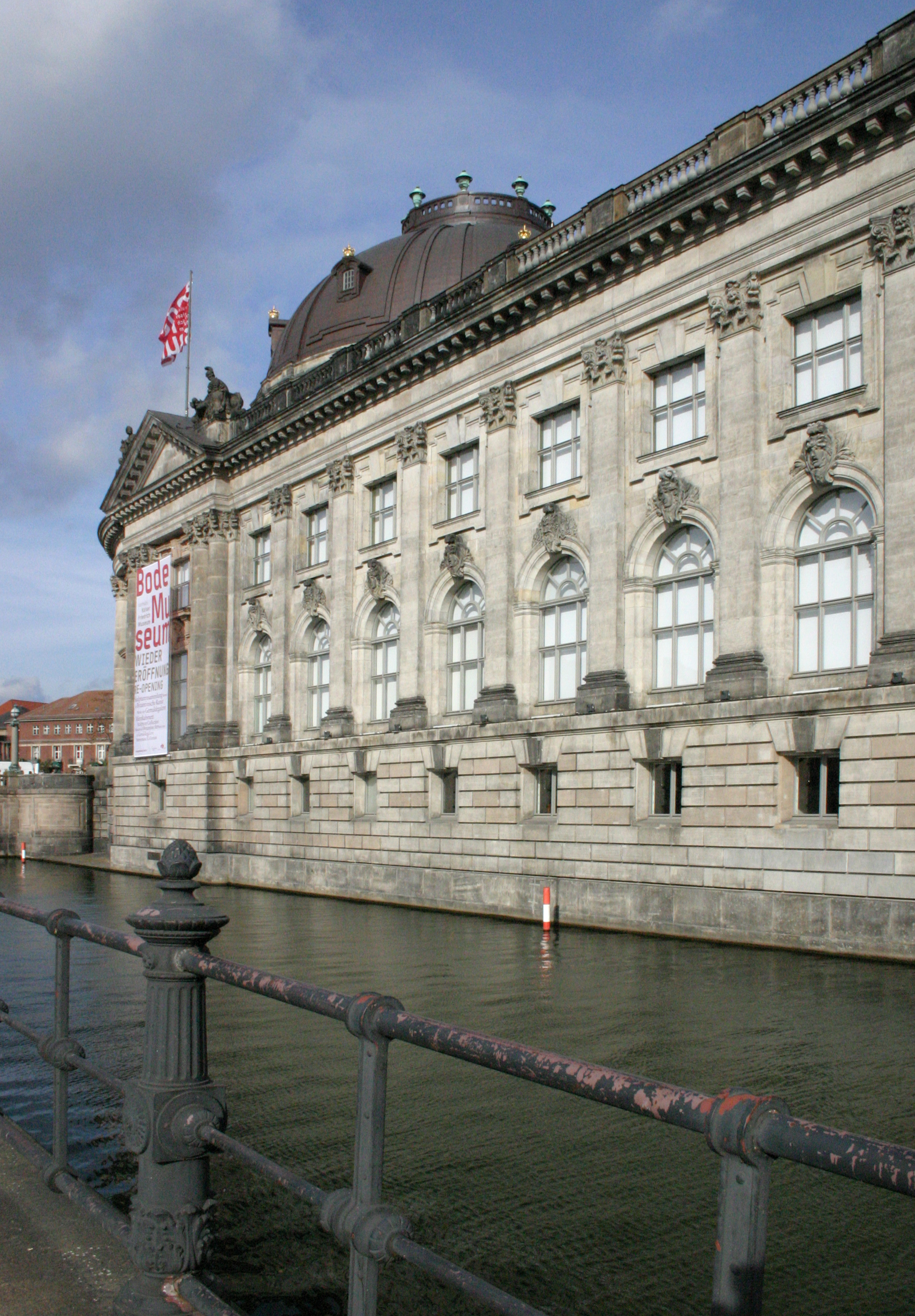
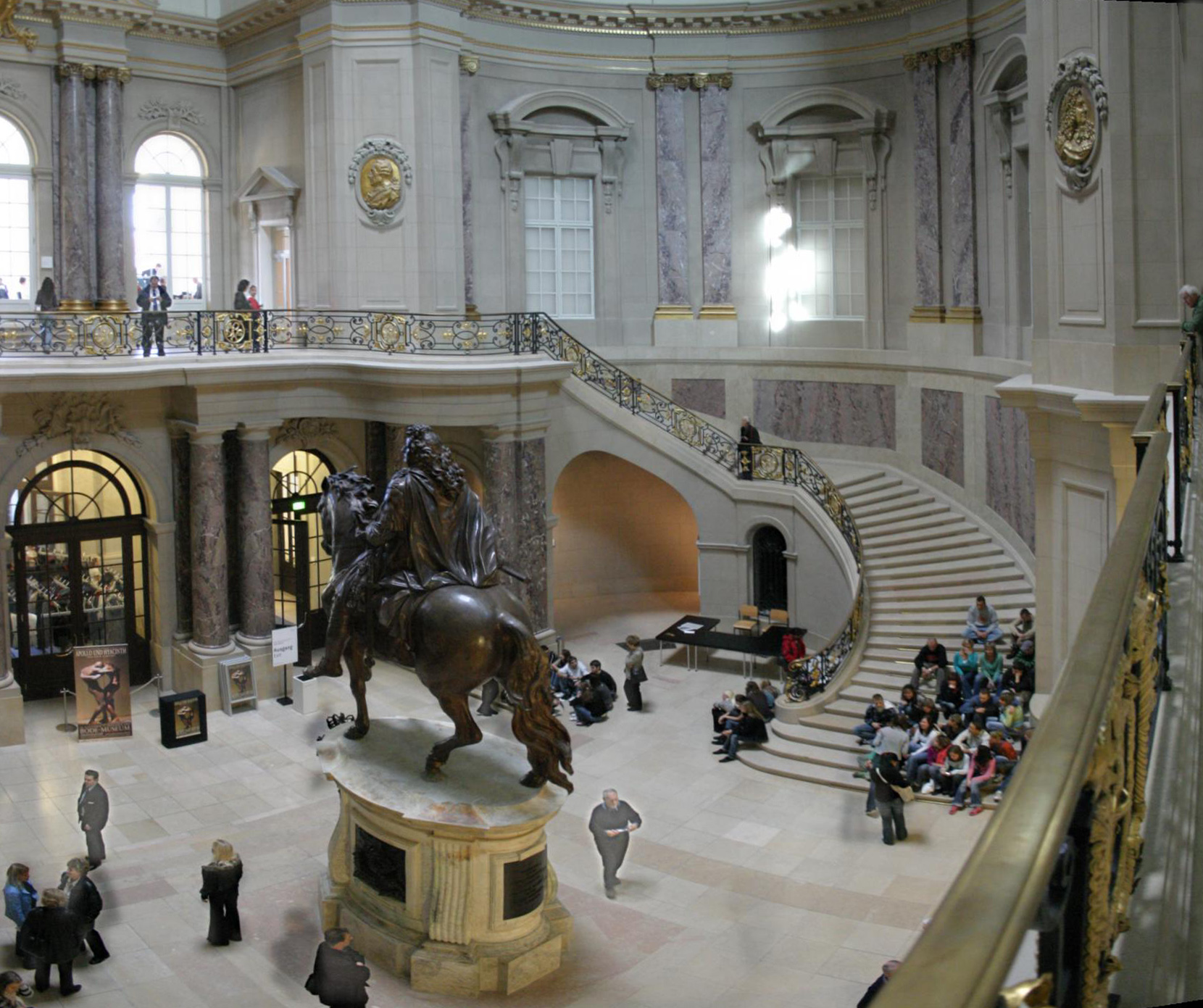
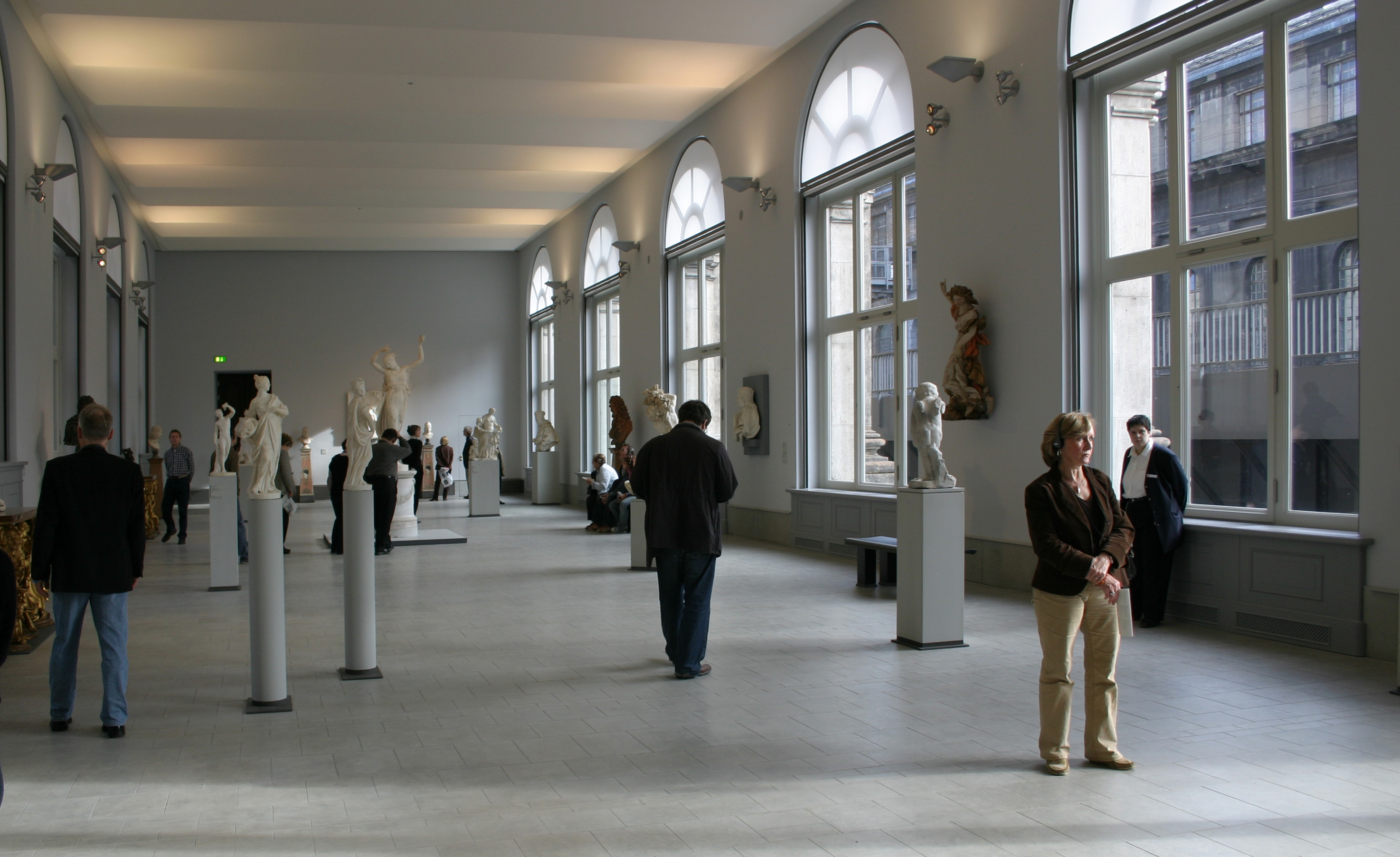
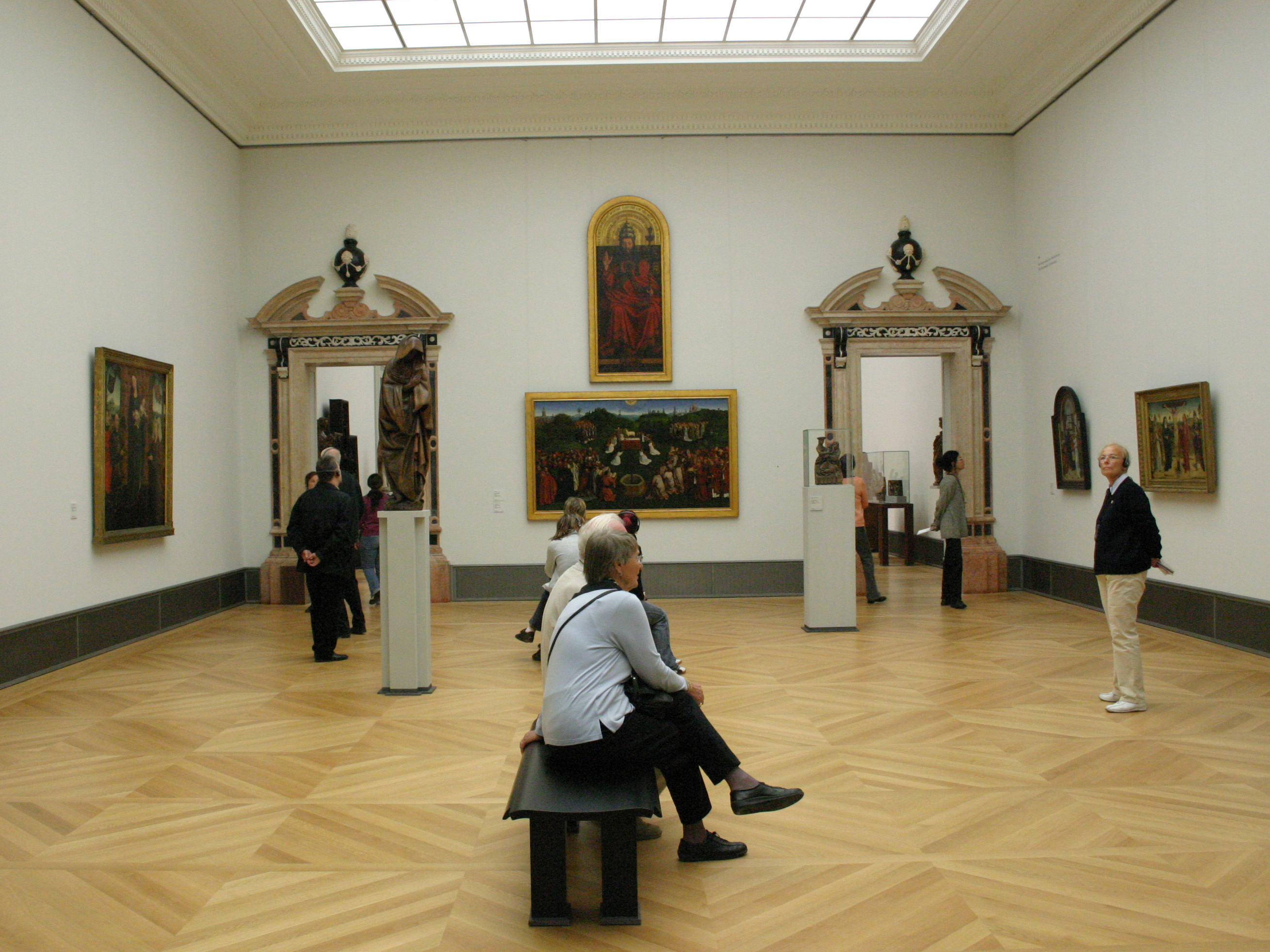
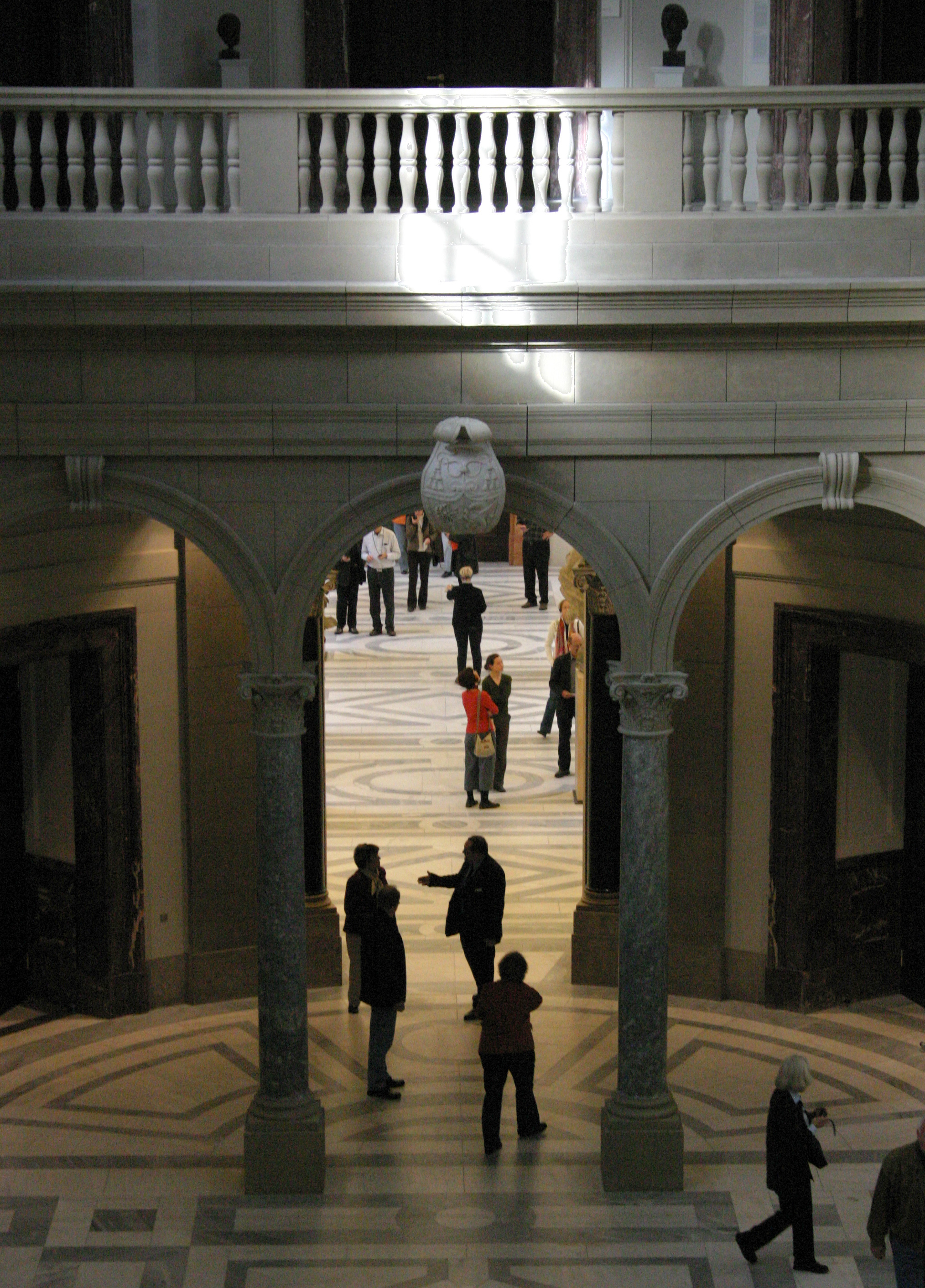
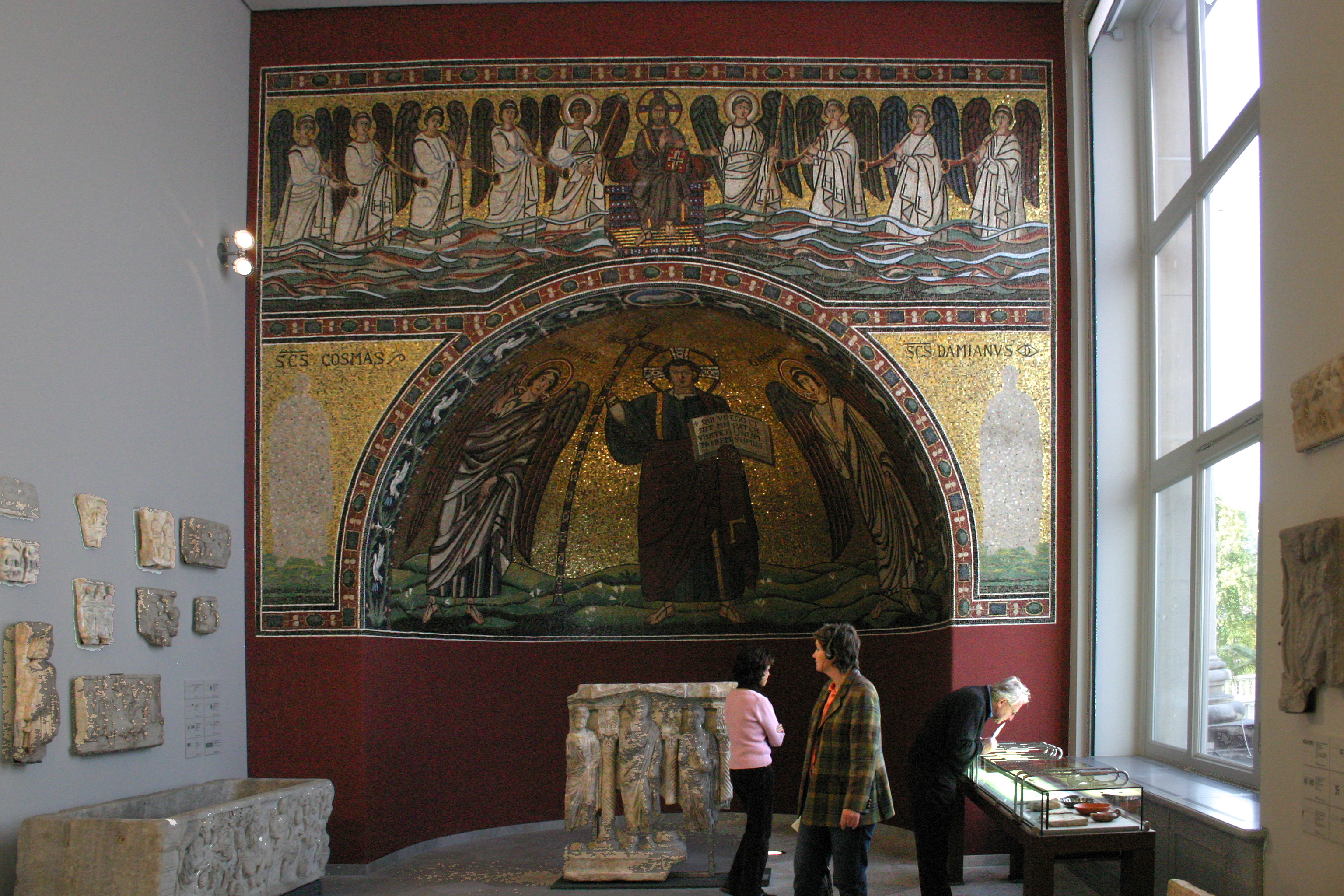